# Lanzarotei repülőtér
Lanzarotei repülőtér, hivatalos spanyol nevén Aeropuerto César Manrique-Lanzarote (IATA: ACE, ICAO: GCRR) egy nemzetközi repülőtér a Kanári-szigetekhez tartozó Lanzarote szigetén, Spanyolországban. A légikikötő 1936-ban nyílt meg. Éves utasforgalma 7 350 451 fő (2022). Utasforgalma alapján 2022-ben Afrika 7. legforgalmasabb repülőtere volt. Üzemeltetője az AENA.

## Forgalom
Az utasforgalom az elmúlt években az alábbi módon változott:
| Utasok száma | 5 002 551 | 5 123 574 | 5 467 499 | 5 625 580 | 4 938 343 | 5 168 775 | 6 128 971 | 7 388 964 | 2 538 338 | 7 350 451 |
|              | 2000      | 2002      | 2005      | 2007      | 2010      | 2012      | 2015      | 2017      | 2020      | 2022      |

## Kifutópályák
A repülőtér futópályái:
- 03/21 (2400 m, 45 m, aszfalt)

## Légitársaságok és úticélok
2025-ben a Lanzarotei repülőtérről az alábbi járatok indulnak (Utoljára frissítve: 2025-08-16):

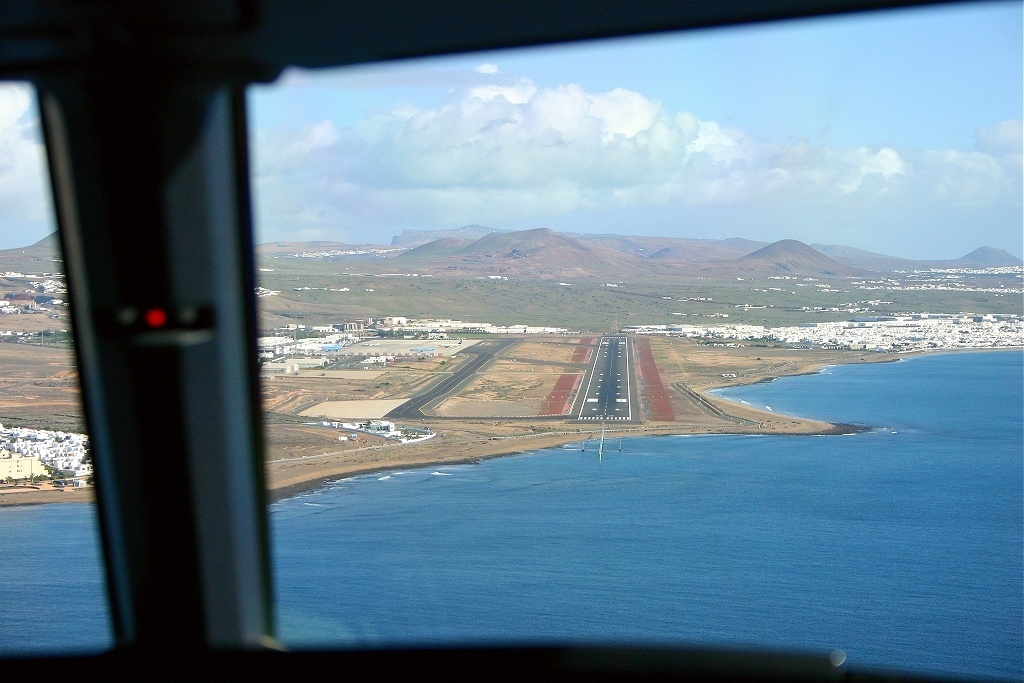
Lanzarotei repülőtér seen from the cockpit of an aircraft on approach

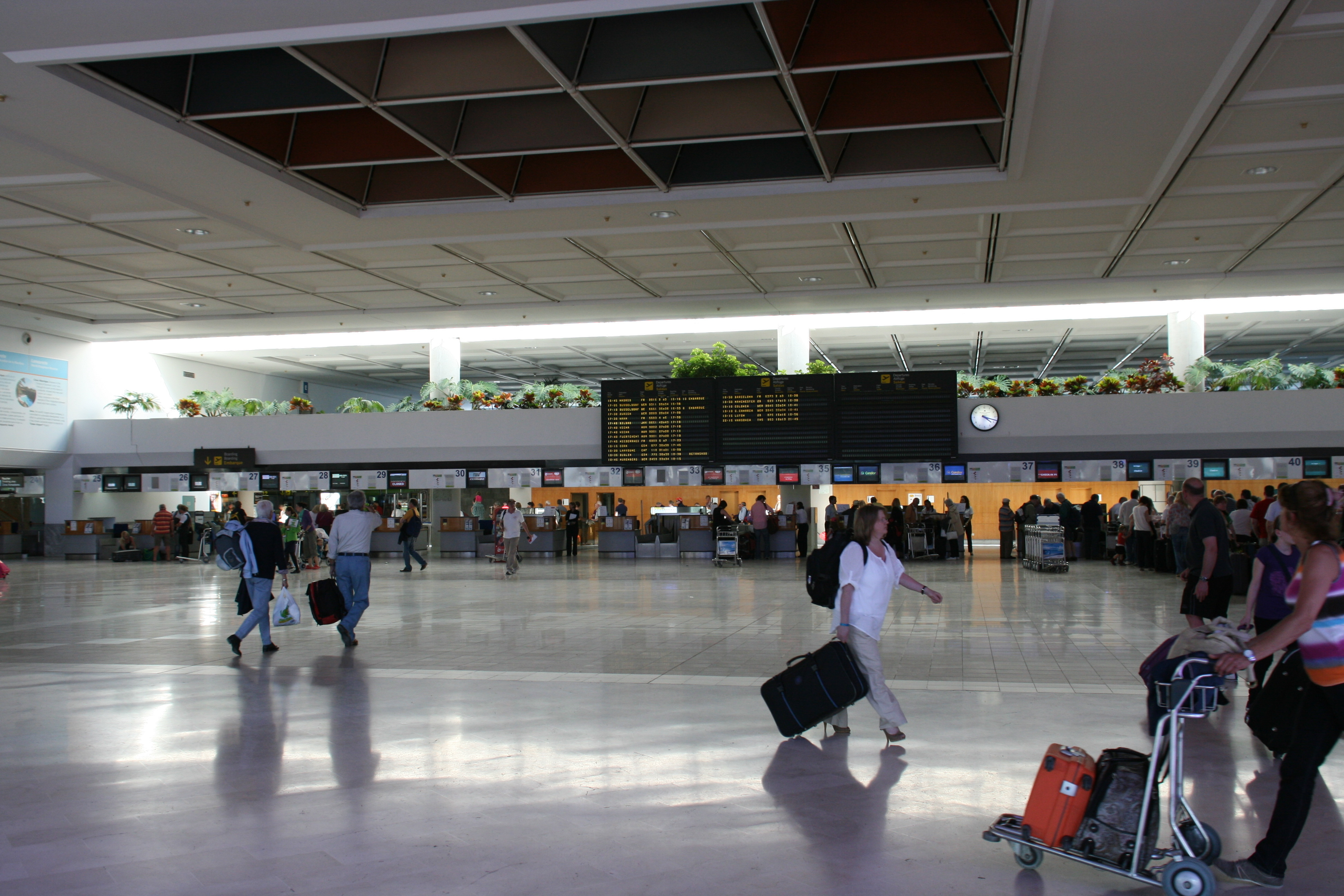
Terminal concourse

| Légitársaság          | Célállomások |
| --------------------- | --- |
| Aer Lingus            | Cork, Dublin |
| Air Europa            | Bilbao, Madrid Szezonális: Barcelona, |
| Air Nostrum           | Szezonális charter: Porto |
| Binter Canarias       | Gran Canaria, Guelmim, La Palma, Tenerife–North, Tenerife–South Szezonális: Funchal |
| British Airways       | London–Gatwick |
| Brüsszel Airlines     | Brüsszel |
| Canaryfly             | Gran Canaria, Tenerife–North |
| Condor                | Düsseldorf, Frankfurt, Hamburg, Leipzig/Halle, München, Stuttgart |
| Corendon Airlines     | Köln/Bonn, Düsseldorf, Hannover |
| Discover Airlines     | Frankfurt, München |
| easyJet               | Bordeaux, Bristol, Edinburgh, Genf, Liverpool, London–Gatwick, London–Luton, Lyon, Manchester, Milan–Malpensa, Nantes, Nizza, Párizs-Charles de Gaulle repülőtér Szezonális: Amszterdam, Basel/Mulhouse, Belfast–International, Berlin, Birmingham (kezdődik 2025 október 26-tól), Glasgow, London–Southend (kezdődik 2025 október 27-től) |
| Edelweiss Air         | Zurich |
| Eurowings             | Szezonális: Berlin, Köln/Bonn, Düsseldorf, Hamburg, Prága (kezdődik 2025 november 4-től), Stuttgart |
| Finnair               | Szezonális: Helsinki |
| Iberia                | Seville Szezonális: Málaga, Valencia, Vigo |
| Iberia Express        | Madrid |
| Jet2.com              | Belfast–International, Birmingham, Bournemouth, Bristol, East Midlands, Edinburgh, Glasgow, Leeds/Bradford, Liverpool, London–Luton, London–Stansted, Manchester, Newcastle upon Tyne |
| Luxair                | Luxembourg |
| Marabu                | München |
| Neos                  | Szezonális: Milan–Malpensa |
| Norwegian Air Shuttle | Szezonális: Koppenhága, Oslo Szezonális charter: Bergen, |
| Ryanair               | Alicante, Barcelona, Belfast–International, Bergamo, Birmingham, Bologna, Bournemouth, Bratislava, Bristol, Charleroi, Köln/Bonn, Cork, Dakhla, Dublin, East Midlands, Edinburgh, Glasgow–Prestwick, Knock, Leeds/Bradford, London–Stansted, Madrid, Málaga, Manchester, Marseille, Milan–Malpensa, Santiago de Compostela, Seville, Shannon, Turin, Valencia, Zágráb Szezonális: Beauvais, Berlin, Bremen, Budapest, Liverpool, London–Luton, Marrakesh, Róma–Fiumicino, Venice, Bécs, Weeze |
| Scandinavian Airlines | Szezonális charter: Oslo |
| Smartwings            | Prága Szezonális charter: Katowice, Varsó–Chopin |
| Transavia             | Amszterdam, Eindhoven, Nantes, Párizs–Orly, Rotterdam/The Hague |
| TUI Airways           | Birmingham, Bournemouth, Bristol, Cardiff, East Midlands, Exeter, Glasgow, London–Gatwick, London–Luton, Manchester, Newcastle upon Tyne Szezonális: Belfast–International |
| TUI fly Belgium       | Brüsszel |
| TUI fly Deutschland   | Düsseldorf, Frankfurt, Hannover, München, Stuttgart |
| TUI fly Netherlands   | Amszterdam, Eindhoven, Rotterdam/The Hague Szezonális: Cork, Dublin, Shannon |
| TUI fly Nordic        | Szezonális charter: Gothenburg, Stockholm–Arlanda |
| Volotea               | Asturias Szezonális: Bordeaux, Brest, Lille, Lyon, Marseille, Nantes, Strasbourg, Toulouse |
| Vueling               | Barcelona, Bilbao, Malaga, Párizs–Orly, Santiago de Compostela, Seville Szezonális: Palma de Mallorca |

## Névadója
A repülőteret César Manrique szobrászról nevezték el, aki Lanzarotén született, élt és alkotott.